# Shaun Hutchinson
Shaun Matthew Hutchinson né le 23 septembre 1990 à Newcastle upon Tyne est un footballeur anglais évoluant au poste de défenseur central.

## Biographie
Hutchinson commence sa carrière avec le club écossais de Motherwell. Avec cette équipe, il joue six matchs en Ligue Europa et deux matchs en Ligue des champions, et atteint la finale de la Coupe d'Écosse en 2011.
Le 16 juin 2014, il rejoint le club londonien de Fulham.
Le 21 juin 2016, il rejoint Millwall.

## Palmarès
- Motherwell FC
  - Finaliste de la Coupe d'Écosse en 2011

### Personnel
- Membre de l'équipe-type de Scottish Premier League en 2013